# PAF FC
El PAF F.C. es un equipo de fútbol de Pakistán que milita en la Liga Premier de Pakistán, la liga de fútbol más importante del país.
Fue fundado en el año 1976 en la capital Islamabad y es el equipo que representa a la Fuerza Aérea de Pakistán, siendo un equipo que ha sido campeón de Liga Premier 1 vez y 1 subcampeonato, además de haber sido finalista del torneo de Copa en 1 ocasión.
A nivel internacional ha participado en un torneo continental, en la Copa de Clubes de Asia de 1988, donde fue eliminado en la Ronda Clasificatoria por el Al Rasheed de Irak, el Mohun Bagan AC de la India, el Mohammedan SC de Bangladés y el Manang Marsyangdi Club de Nepal.

## Palmarés
- Liga Premier de Pakistán: 1

1986
- - Subcampeón: 1

1981
- Copa FA de Pakistán: 0
  - Finalista: 1

1994

## Participación en competiciones de la AFC
- Copa de Clubes de Asia: 1 aparición

1988 - Ronda Clasificatoria